# General Electric Genesis
General Electric Genesis) – jedna z lokomotyw kursujących na amerykańskiej kolei Amtrak. 
Jej nazwa pochodzi od skrótu firmy Amtrak, słowa Diesel (spalinowa) oraz maksymalnej prędkości, 103 mil na godzinę (165 km/h).
Nowsze wersje osiągają prędkość 110 mil/h (177 km/h). 
Lokomotywy zostały wyposażone w silnik spalinowy GE 8-FDL-16 montowany seryjnie w lokomotywach towarowych, z czego wynika wysoka moc i duże koszty eksploatacji. AMD-103 obsługują więc głównie dochodowe, dalekodystansowe linie pasażerskie.